# Antonín Cyril Stojan
Antonín Cyril Stojan ThDr (ur. 22 maja 1851 w Beňovie, zm. 29 września 1923 w Ołomuńcu) – czeski duchowny i polityk, 10. arcybiskup ołomuniecki i metropolita morawski (1921–1923), Sługa Boży Kościoła katolickiego.